# Ion Șiugariu

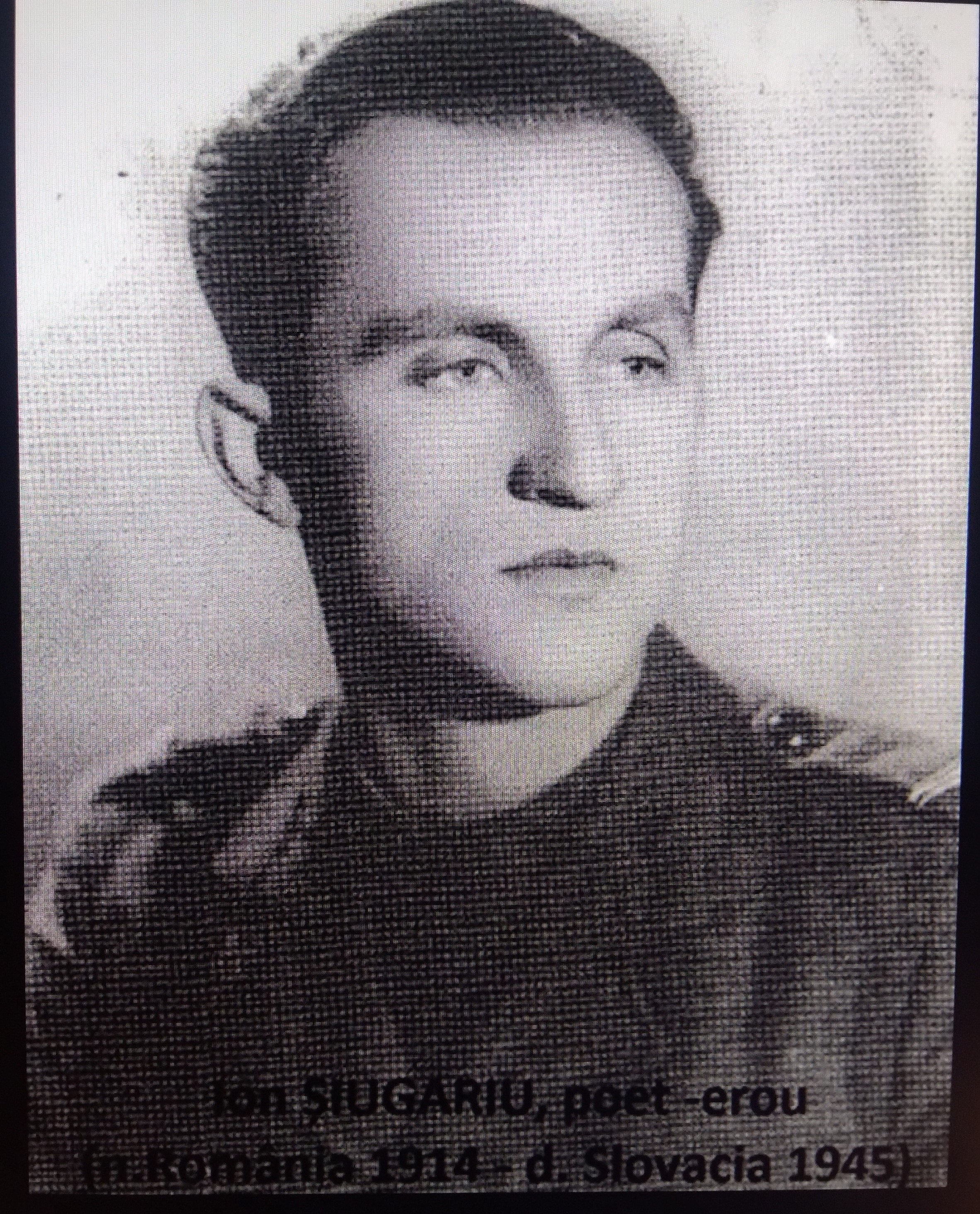

Ion Șiugariu (nume real: Ion Soreanu, n. 6 iunie 1914, Băița, Maramureș, România – d. 1 februarie 1945, Brezno, Banskobystrický kraj, Slovacia) a fost un poet și publicist român. A urmat studii la Facultatea de Litere și Filosofie a Universității din București și a publicat, începând din 1934, poezii și cronici literare în diferite reviste, inclusiv în reviste naționaliste. A condus, începând din 1941, Asociația Studenților Refugiați din Ardealul ocupat în timpul ocupației horthyiste a Transilvaniei de Nord. S-a căsătorit în anul 1943 cu Lucia Stroescu.

## Biografie

### Familia și copilăria
Ion Șugariu s-a născut în data de 6 iunie 1914, fiind primul din cei șase copii ai minerului aurar Ion Șugar și ai soției sale, Floarea (n. Griga), în satul Băița, comitatul Maramureș, Austro-Ungaria (astăzi în județul Maramureș, România). Părinții săi erau români de confesiune greco-catolică. Autoritățile îi eliberează certificatul de botez pe numele de Sugár János, conform politicii de maghiarizare susținută de către stat. Mai târziu, la 24 iunie 1936, poetul va obține, prin decizia Ministerului de Justiție al României, schimbarea oficială a numelui în Ion Soreanu (și fratele său George va face același lucru). Pentru opera literară a folosit variantele: Ion Șiugariu, Ionel Șiugar, dar și pseudonime precum Sonia Mugur, Sergiu Băițan, Ion Sorescu.    
Dată fiind situația materială precară a familiei, muncește alături de părinți încă din copilărie la extrasul și spălatul aurului. Condițiile vitrege își vor pune pecetea asupra sănătății copilului, fiind afectat de reumatism articular, afecțiune care îl va urmări pe parcursul vieții. 

### Anii de școală
A urmat cursurile școlii primare între anii 1924-1928, cu întreruperi, la Băița și Valea Borcutului. Un rol hotărâtor în continuarea studiilor l-a avut preotul-dascăl Victor Băcilă din Valea Borcutului, care, impresionat de inteligența nativă și sârguința copilului, a insistat pe lângă părinții lui să-l sprijine să-și continue studiile.
Angajarea tatălui la o uzină auriferă a unui consorțiu francez i-a permis continuarea studiilor. A reușit să intre prin concurs ca bursier la Școala Normală din Oradea, unde a învățat între anii 1928-1932. În anul 1932 a fost admis ca elev la Liceului „Emanoil Gojdu” din Oradea, unde a învățat până în 1936, fiind bursier până la absolvirea acestuia. A fost unul dintre cei mai buni elevi ai liceului, remarcându-se în special la limba română (sub îndrumarea profesorului Octav Șuluțiu) și la matematică-fizică (profesor Teodor Neș). Talentul matematic este dovedit prin obținerea unei burse la Oxford, în urma câștigării unui concurs organizat de o revistă engleză de specialitate. Din păcate, situația materială precară a părinților nu i-a putut permite să profite de această șansă, iar elevul și-a găsit tot mai mult refugiul în literatură.
În anul școlar 1935-1936 a fost președintele Societății de lectură Vasile Alecsandri (aflată în acea perioadă sub îndrumarea lui Ovidiu Papadima). În iunie 1936 și-a susținut examenul de bacalaureat, situându-se pe locul trei din cei trei sute de candidați înscriși.

### Studiile universitare
După absolvirea liceului a urmat cursurile Școlii de ofițeri rezervă de infanterie nr. 1 din Ploiești, fiind avansat la absolvire, în 1 iulie 1937, la gradul de sublocotenent. În toamna anului 1937 Ion Șiugariu s-a înscris la Facultatea de Litere și Filosofie (specializarea Filologie modernă) a Universității din București. În facultate i-a avut profesori pe Mihail Ralea, Tudor Vianu, D. Caracostea, Ion Petrovici ș.a. A absolvit studiile universitare în 1942, cu teza Aspectul jurnalistic în literatura modernă.
În anul 1941 a fost ales președinte al Asociației Studenților Refugiați din Ardealul ocupat, în timpul ocupației horthyiste a Transilvaniei de Nord. A fost concentrat de două ori în timpul facultății, iar în 1943 a fost mobilizat la o unitate militară din Moldova. A participat ca ofițer în Regimentul 27 Infanterie la luptele împotriva trupelor germane din zonele Otopeni, Băneasa și Tunari ce au avut loc în zilele de după lovitura de stat de la 23 august 1944.

### Moartea pe front
Sublocotenentul Ion Soreanu-Șiugariu a continuat să lupte împotriva trupelor germane în Transilvania, Ungaria și Cehoslovacia, sperând în schimbări radicale după război, așa cum reiese dintr-o însemnare de jurnal: „Mă gândesc că acest război este pentru mine o datorie sfântă. Victoria noastră va trebui să determine și acolo, în țară, altă victorie, a drepturilor omului, a vieții eliberate de orice năpastă. E tot ce mai vrem să visăm, toată armata de pe front”. În unele din poeziile sale a exprimat misiunea generației sale: „Sunt tânăr! Misiunea păstrării unei patrii / Noi tinerii - odrasle ale unui vechi popor, / De ziua cea de mâine, suntem chemați cu fală / A o păstra: prin zarea privirii tuturor!”.
În ziua de 1 februarie 1945, la ora 11 dimineața, conducea un convoi de muniții către linia frontului din apropierea orașului Brezno (Cehoslovacia), când a fost grav rănit de o explozie. A murit pe drumul către ambulanță, fiind îngropat alături de un ofițer și șapte soldați uciși odată cu el în cimitirul din satul Pohronská Polhora, aflat în apropiere de Brezno.

În revista sibiană Luceafărul, nr. 3-4/1945, a apărut următoarea notă: 
„...Cu moartea eroică a lui Ion Șiugariu poezia română pierde pe unul din poeții născuți, nu făcuți.”
 În 28 februarie 1945, prin decretul nr. 641, a fost decorat post-mortem cu Ordinul „Coroana României” cu spade, în gradul de cavaler și cu panglică de Virtutea Militară. Rămășițele sale pământești au fost reînhumate în 1956 în Cimitirul eroilor români din Zvolen. I s-a acordat post-mortem Ordinul „Steaua României” cl. a V-a cu spade.

### Omagiu postum
În 1969, la împlinirea a 55 de ani de la nașterea poetului-martir, Floarea Șugar, mama poetului, și-a donat casa pentru a fi transformată în muzeu al comunității. Acest gest a fost omagiat de către Zaharia Stancu, în acel moment președinte al Uniunii Scriitorilor, acesta exprimându-și într-o scrisoare oficială „înalta prețuire” față de „jertfa poetului Ion Șiugariu, căzut eroic pe frontul antifascist”, subliniind faptul că „mama care a dat naștere și a crescut un asemenea fiu, dăruit țării până în ultima sa clipă de viață, împarte cu fiul-erou gloria și recunoștința ce li se cuvine deopotrivă”.
În anul 2015 autoritățile române s-au opus unei inițiative de numire a unui pod din Slovacia în amintirea sa, motivând că a fost asociat Mișcării legionare. Ulterior, Ministerul român al Afacerilor Externe a remis în 28 august 2015 un comunicat în care recunoaște că a greșit în acest caz.
În localitatea natală există Casa Memorială a poetului Ion Șiugariu. De asemenea, școala gimnazială din localitate poartă numele poetului-erou.

## Activitatea literară
A debutat în domeniul literar în 1934 cu poemul „Imnul tinereții” publicat în revista Observatorul din Beiuș, semnată Ion Șugariu, nume sub care va semna majoritatea producțiilor literare. A colaborat la mai multe reviste regionale din Mediaș, Oradea, Satu Mare, Cluj și Baia Mare, iar din anul 1935 a colaborat la revista Familia din Oradea. În vara anului 1936, aflat la Băița, a lucrat la „Incantații”, ciclu liric ce se va regăsi în volumul de debut.

Debutul editorial a avut loc în martie 1938 cu volumul Trecere prin alba poartă. Criticul Octav Șuluțiu a întâmpinat acest volum cu un articol în revista Familia: 
„...E o țâșnire vulcanică, un clocot de pasiune, o tinerețe neastâmpărată care irumpe, dornică de viață și de avânt, e o izbucnire sinceră și nestăpânită, așa cum îi șade mai bine adolescenței să fie. Sufletul poetului se revarsă direct, ca o apă umflată peste malurile constrângătoare ale oricăror reguli.”—Octav Șuluțiu
În București a colaborat îndeosebi la revista Meșterul Manole (apărută între 1939-1942), unde a semnat o rubrică permanentă de critică, intitulată „Poesia tânără”. A publicat, de asemenea, comentarii critice și poezii în revistele Familia, Universul literar, Gând românesc, Pagini literare, Gândirea, Vremea etc. În perioada 1941-1942 a fost redactor la Revista Fundațiilor Regale.
În anii războiului i-au mai apărut alte două volume de versuri: Paradisul peregrinar (1942) și Țara de foc (1943). A surprins în versuri viața grea a minerilor și frumusețea Maramureșului, ținutul său de origine.
Mort în război, poetul Ion Șugariu a fost uitat o lungă perioadă, dar în 1968, prin grija lui Laurențiu Fulga, a fost publicat postum jurnalul Carnetele unui poet căzut în război (1968), scris sub formă epistolară într-un stil lucid de factură camilpetresciană. În acel volum există câteva poezii inedite. În opinia criticului Radu G. Țeposu „poezia lui Șugariu alternează între exuberanța trăirii și nostalgia mântuirii”.

## Opera
- Trecere prin alba poartă, versuri, București, 1938;
- Paradisul peregrinar, versuri, București, 1942;
- Țara de foc, versuri, București, 1943;
- Carnetele unui poet căzut în război, ed. îngrijită de Laurențiu Fulga, cuvânt înainte de Mihai Beniuc, București, 1968;
- Sete de ceruri, versuri, München, 1985 (include toate vol. antume);
- Țara crinilor, pref. de Al. Husar, Iași, 1997;
- Viața poeziei, ed. și tabel cronologic de M. Crihană, Timișoara, 1999;
- George Bacovia, studiu critic, cuvânt înainte de T. Popescu, București, 2002.